# Johann II. (Werle)
Johann II., Herr zu Werle [-Güstrow], genannt Der Kahle  (* nach 1250; † 27. August 1337), war von 1309 bis 1316 Mitregent zu Werle und von 1316 bis 1337 Herr zu Werle-Güstrow.
Er war der zweitälteste Sohn von Johann I. und Sophie von Lindau-Ruppin.
Er regierte ab 1309 zusammen mit seinem Bruder Nikolaus II. über Werle. Nach dessen Tod 1316 entschloss man sich zur Teilung und Johann übernahm  die Herrschaft über den Teil Werle-Güstrow und Johann III., der Sohn Nikolaus II., übernahm die Herrschaft Werle-Goldberg. Der dänische König Christoph II. versprach am 4. Mai 1326 Johann zusammen mit den Fürsten von Mecklenburg Heinrich II. die Belehnung mit den rügischen Besitzungen. Im Rügischen Erbfolgekrieg konnten diese Ansprüche jedoch nicht durchgesetzt werden. Er war seit dem Jahr 1311 mit Mechthild († 1333/1344), der Tochter Heinrichs I. von Braunschweig, verheiratet. Durch mehrere Prozesse gegen Juden wegen Hostienschändung in seinem Herrschaftsgebiet (Güstrow, Krakow am See) entledigte er sich seiner Schulden. 
Johann wurde im Doberaner Münster beerdigt.

## Kinder
- Nikolaus III., Herr zu Werle-Güstrow
- Bernhard II., Herr zu Werle-Waren
- Sophie von Werle (1329–1364), ⚭ 1341 mit Albrecht IV. von Sachsen-Lauenburg und 1344 mit Barnim IV. von Pommern-Wolgast
- Anna von Werle, Nonne im Kloster Dobbertin